# Martin Millesits
Martin Millesits (* 10. November 1871 in Kittsee; † 12. März 1940 ebenda) war ein österreichischer Landwirt und Politiker (CS) und Abgeordneter zum Burgenländischen Landtag.

## Leben
Martin Millesits wurde als Sohn des Landwirts Stefan Millesits aus Kittsee geboren und wuchs in einer burgenland-kroatischen Familie auf. Millesits besuchte die Volksschule und war in der Folge als Landwirt in Kittsee tätig.
Millesits war verheiratet.

## Politik
Er engagierte sich in der Christlichsozialen Partei und wurde am 13. November 1923 als Vertreter dieser Partei als Abgeordneter im Burgenländischen Landtag angelobt. Martin Millesits hatte dieses Amt bis zum 20. Mai 1927 inne. 